# هبتاديكان
الهبتاديكان  هو أحد الألكانات الهيدروكربونية، وله الصيغة البنائية CH3(CH2)15CH3.

## وصلات خارجية
- شهادة بيانات أمان المواد – هيبتاديكان
- هيبتاديكان